# 出晴站
出晴站（日语：／ Dehare eki */?）是位於香川縣高松市鹽上町（現時為鹽上町二丁目），高松琴平電氣鐵道（琴電）的長尾線和志度線車站，現時已經廢止。車站現時位於瓦町站志度線東邊位置。

## 歷史
- 1912年（明治45年）4月30日 高松電氣軌道（現時：長尾線）車站啟用。
- 1913年 (大正2年) 10月15日 東讚電氣軌道（現時：志度線）車站啟用。
- 1915年 (大正4年) 4月22日 東讚電氣軌道路線延長至公園前（日语：公園前駅 (香川県)）。
- 1916年 (大正5年) 12月25日 公司合併，東讚電氣軌道車站變成四國水力電氣車站。
- 1942年（昭和17年）4月30日 路線轉讓，由四國水力電氣車站變成讚岐電鐵車站。
- 1943年（昭和18年）11月1日 公司合併，高松琴平電氣鐵道成立。高松電氣軌道車站變成長尾線車站，讚岐電鐵變成志度線車站。
- 1945年（昭和20年）
  - 6月26日 長尾線駛入志度線與市內線。
  - 7月4日 高松空襲（日语：高松空襲）使車站大樓被炸毀。志度線公園前至此站之間與市內線暫停營業，長尾線與志度線改從此站出發。
  - 7月30日 車站廢止。長尾線、志度線在琴電高松（現在：瓦町）出發。

## 相鄰車站
高松琴平電氣鐵道
長尾線
出晴－御坊川
志度線
瓦町－出晴－今橋

## 注腳
1. ↑  60年のあゆみ（日語） p.14 （2021年2月21日參閱）